# Hilary Caldwell
Hilary Caldwell (London (Ontario), 13 maart 1991) is een Canadese zwemster. Ze vertegenwoordigde haar vaderland op de Olympische Zomerspelen 2012 in Londen en op de Olympische Zomerspelen 2016 in Rio de Janeiro.

## Carrière
Bij haar internationale debuut, op de Olympische Zomerspelen van 2012 in Londen, werd Caldwell uitgeschakeld in de series van de 200 meter rugslag.
Tijdens de wereldkampioenschappen zwemmen 2013 in Barcelona veroverde de Canadese de bronzen medaille op de 200 meter rugslag. Op de 4x100 meter wisselslag eindigde ze samen met Martha McCabe, Katerine Savard en Chantal van Landeghem op de zevende plaats.
Op de Gemenebestspelen 2014 in Glasgow behaalde Caldwell de bronzen medaille op de 200 meter rugslag, daarnaast strandde ze in de halve finales van zowel de 50 als de 100 meter rugslag. In Gold Coast nam de Canadese deel aan de Pan-Pacifische kampioenschappen zwemmen 2014. Op dit toernooi eindigde ze als vijfde op de 200 meter rugslag en als zesde op de 100 meter rugslag. Tijdens de wereldkampioenschappen kortebaanzwemmen 2014 in Doha eindigde Caldwell als zesde op de 200 meter rugslag, daarnaast werd ze uitgeschakeld in de halve finales van de 100 meter rugslag en in de series van de 50 meter rugslag.
Op de Pan-Amerikaanse Spelen 2015 in Toronto sleepte de Canadese de gouden medaille in de wacht op de 200 meter rugslag en eindigde ze als vijfde op de 100 meter rugslag. In Kazan nam Caldwell deel aan de wereldkampioenschappen zwemmen 2015. Op dit toernooi eindigde ze als zevende op de 200 meter rugslag, daarnaast strandde ze in de series van de 100 meter rugslag.
Tijdens de Olympische Zomerspelen van 2016 in Rio de Janeiro veroverde de Canadese de bronzen medaille op de 200 meter rugslag.

## Internationale toernooien
| Jaar | Olympische Spelen | WK langebaan                        | WK kortebaan                                     | PanPacs                         | Gemenebestspelen                                 | Pan-Ams                        |
| ---- | ----------------- | ----------------------------------- | ------------------------------------------------ | ------------------------------- | ------------------------------------------------ | ------------------------------ |
| 2012 | 18e 200m rugslag  |                                     | geen deelname                                    |                                 |                                                  |                                |
| 2013 |                   | 200m rugslag · 7e 4x100m wisselslag |                                                  |                                 |                                                  |                                |
| 2014 |                   |                                     | 26e 50m rugslag 14e 100m rugslag 6e 200m rugslag | 6e 100m rugslag 5e 200m rugslag | 10e 50m rugslag · 9e 100m rugslag · 200m rugslag |                                |
| 2015 |                   | 18e 100m rugslag 7e 200m rugslag    |                                                  |                                 |                                                  | 5e 100m rugslag · 200m rugslag |
| 2016 | 200m rugslag      |                                     | 6-11 december                                    |                                 |                                                  |                                |

## Persoonlijke records
Bijgewerkt tot en met 6 april 2016
Kortebaan
| Afstand      | Tijd    | Datum           | Plaats    |
| ------------ | ------- | --------------- | --------- |
| 50m rugslag  | 27,80   | 6 december 2014 | Doha      |
| 100m rugslag | 57,88   | 3 december 2014 | Doha      |
| 200m rugslag | 2.02,56 | 7 augustus 2013 | Eindhoven |

Langebaan
| Afstand      | Tijd    | Datum           | Plaats    |
| ------------ | ------- | --------------- | --------- |
| 50m rugslag  | 29,21   | 2 april 2015    | Toronto   |
| 100m rugslag | 1.00,21 | 6 april 2016    | Toronto   |
| 200m rugslag | 2.06,80 | 3 augustus 2013 | Barcelona |